# Steve Hurley
Steve « Silk » Hurley (né le 9 novembre 1962 à Chicago, dans l'Illinois), est un DJ, compositeur et producteur américain de house.

## Biographie
Il se forge d'abord une solide réputation de DJ en mixant pour WBMX, la fameuse station de radio de Chicago, en particulier au sein de l'émission musicale Saturday Night Live Ain't No Jive. Sa première composition marquante, Music Is the Key — parue sous le pseudonyme de J.M. Silk —, l'inscrit parmi les fondateurs de la Chicago house.
Mais c'est avec le succès Jack Your Body (1986) que Steve « Silk » Hurley atteint l'apogée de son art, qui atteint le UK Singles Chart en 1987. Plus qu'un simple classique de la house, ce titre est un emblème du genre auquel la devise du « souvent copié, jamais égalé » sied à merveille. L'absence d'investissement de l'artiste dans la promotion du single n'empêche pas celui-ci de se révéler un vif succès commercial, notamment en Grande-Bretagne où il se positionne en tête des charts durant plusieurs semaines.
À la suite de ce coup de maître, Hurley se dirige de plus en plus dans la production d'artistes et groupes house (CeCe Peniston, Jomanda, Kym Sims) et la réalisation de remixes, domaine dans lequel il s'avère prolifique en retravaillant des chansons de nombreuses stars pop et RnB telles que Madonna, Prince, Diana Ross, Jennifer Lopez, Brandy ou encore les groupes En Vogue, Jomanda ou The Pasadenas.
Hurley est pour un Grammy Award en tant que « remixeur de l'année, non-classique » en 1998 et 1999,, et pour Best Remixed Recording, Non-Classical en 2002 et 2003,.